# Microloma calycinum

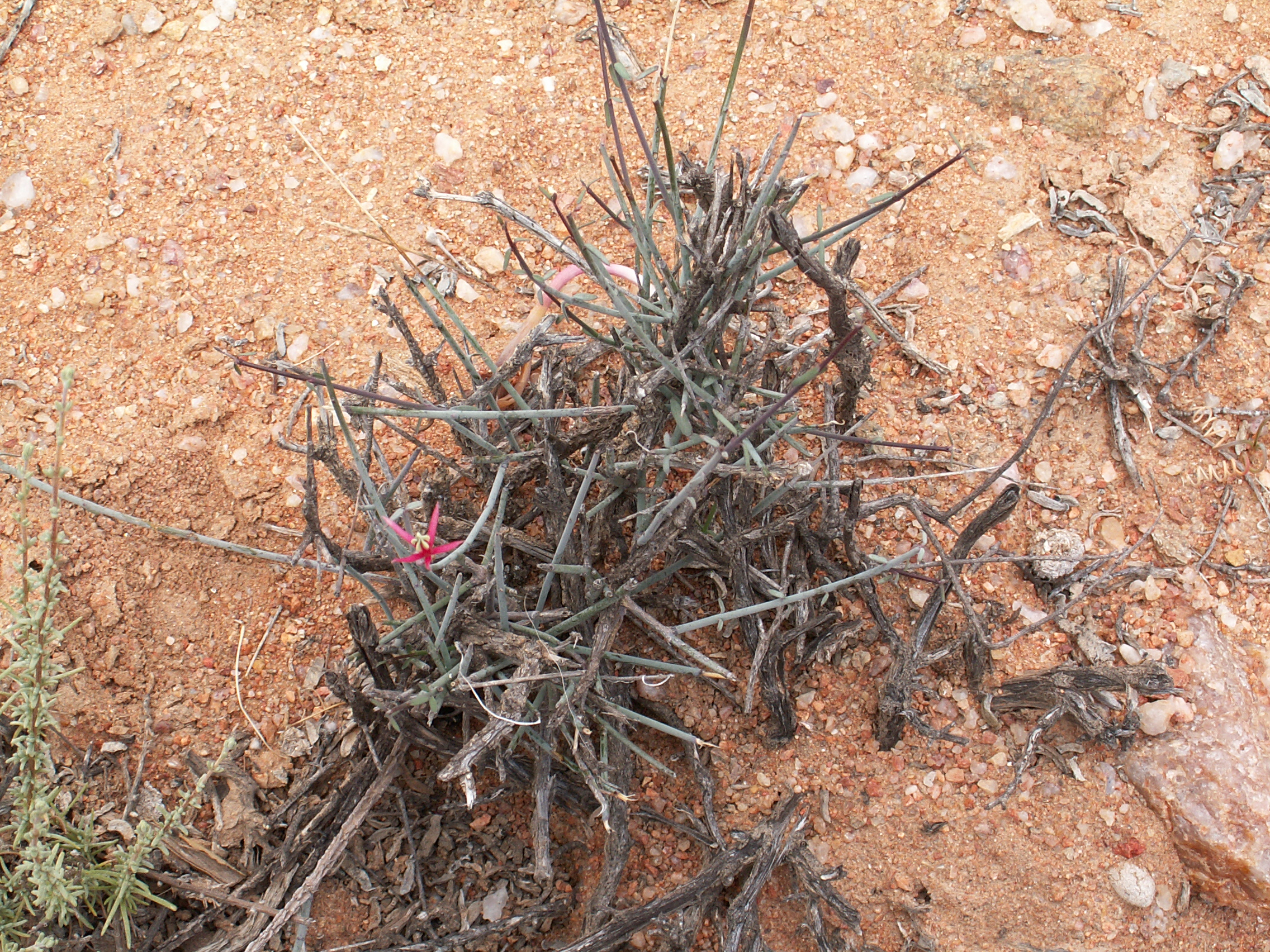
Habitus der Pflanze

Microloma calycinum ist eine Pflanzenart der Gattung Microloma aus der Unterfamilie der Seidenpflanzengewächse (Asclepiadoideae).

## Merkmale

### Vegetative Merkmale
Microloma calycinum ist eine ausdauernde kletternde, vorausgesetzt eine entsprechende Unterlage ist vorhanden, oder auch eine strauchartige, krautige Pflanze, deren Triebe an der Basis verholzen können. Sie können kletternd bis etwa 1 m hoch werden. In der Regel bilden sie kleine, niedrige Büsche, bei Verbiss oft rundlich und nur wenige Zentimeter im Durchmesser. Die kahlen bis wenig behaarten Triebe sind graugrün und entwickeln an der Basis eine graubraune, korkige Borke. Junge Triebe sind oft mit einem wachsartigen Anflug überzogen. Die herablaufenden, fleischigen bis fast ledrigen Blätter sind in sich zurückgebogen, graugrün und kahl (oder nur sehr gering behaart). Die Blattspreite ist 6 bis 18 mm lang und 2 bis 4 mm breit. Der Stiel ist 1,2 bis 2 mm lang. Die Form ist linealisch mit einem spitzen oder stumpfen Apex. die Basis geht allmählich in den Blattstiel über oder ist breit gerundet.

### Blütenstand und Blüten
Die gestielten Blütenstände sind 3- bis 10-blütig. Der wenig verzweigte, kahle Blütenstiel, variiert in der Länge von 1 bis 7 mm und weist zahlreiche, flaumig behaarte Tragblätter auf. Diese sind lanzettförmig, 1 bis 2,5 mm lang und apikal zugespitzt. Die aufrecht stehenden Blütenstiele messen 3 bis 9 mm, sind schwach behaart und rot angehaucht. Die kahlen oder schwach behaarten Kelchblätter sind 4 bis 16 mm lang, um 1,5 mm breit und linealisch-nadelförmig. Die größte Breite wird meist in der Blattmitte gemessen; von dort nimmt sie zur Blattbasis allmählich ab. Der Apex ist zugespitzt oder gerundet. Sie sind ausgespreizt bis leicht von oben gerichtet. Die Basis ist grün, der restliche Teil leuchtend rot bis blasspinkfarben oder cremefarben. Die Blütenkrone ist 5 bis 8 mm lang, ungefähr 2,5 mm im Durchmesser, gelegentlich nach etwa einem viertel leicht eingeschnürt und meist zur Mündung hin oft deutlich breiter werdend. Im Querschnitt ist sie gerundet fünfseitig, die „Ecken“ werden von den stark konvex nach außen gewölbten Kronblättern gebildet. Die Außenseite der Blütenkrone ist beborstet. Sie ist leuchtend pinkrot gefärbt und wird zur Basis hin grün. Die Kronblätter sind über den größeren Teil der Länge verwachsen, die Zipfel nur etwa 2 bis 3 mm lang. Sie sind gewöhnlich spiralig verdreht und graugrün gefärbt mit roten Rändern. Im engsten Teil der Blütenkrone etwa auf Höhe der Basis (oder unteren Ende) der „Führungsschienen“ sitzen abwärts Haare. Das gestielte Gynostegium ist ca. 6 mm hoch, der Stiel ist an der Basis etwa 1 mm dick. Der Apex ist zugespitzt. Eine staminale Nebenkrone ist nicht ausgebildet.

### Früchte und Samen
Die Balgfrucht ist solitär, 30 bis 60 mm lang und außen kahl. Sie enthält 15 bis 25 Samen.

### Chromosomenzahl
Die Chromosomenzahl beträgt 2n = 20.

## Geographisches Vorkommen und Ökologie
Microloma calycinum kommt im südlichen Teil von Namibia und in der Republik Südafrika (Provinzen Nordkap und Westkap) im Gebiet der Winterregen vor. Die Art steigt dort bis in etwa 1600 m über NN an.
Sie wächst dort auf trockenen, steinigen oder sandigen Hängen mit Winterregen. Die Blütezeit zieht sich von Juni bis Oktober hin.

## Belege